# Karlheinz Stockhausen
Karlheinz Stockhausen ([kaɐ̯lˈhaɪnts ˈʃtɔkhaʊzn̩] Mödrath, 22 de agosto de 1928-Kürten-Kettenberg, 5 de diciembre de 2007) fue un compositor alemán a quien tanto la crítica como por la opinión musical más ilustrada le reconocen ser uno de los compositores más destacados y polémicos de la música culta del siglo XX. Para muchos, no solo es una figura importante, sino uno de los mayores visionarios de la música del siglo XX.
Es conocido por sus trabajos de música contemporánea y sus innovaciones en música electroacústica, música aleatoria y composición serial.
Fue educado en la Hochschule für Musik Köln para después acudir a la Universidad de Colonia. Luego estudiaría con Olivier Messiaen en París y Werner Meyer-Eppler en la Universidad de Bonn.
Como una de las principales figuras de la Escuela de Darmstadt que fue, sus teorías y composiciones siguen siendo de gran influencia para compositores de todos los tipos y estilos (también en la música popular y en el jazz).
Sus obras, compuestas a lo largo de casi sesenta años, se abstienen de ser partícipes de las formas musicales más tradicionales. Aparte de las obras de música electrónica, sus trabajos van desde realizar miniaturas para cajas de música hasta trabajos para instrumentos solistas, canciones, música de cámara, músicas coral y orquestal e incluso un ciclo de siete óperas de larga duración.
Sus escritos, tanto teóricos como de diversos temas, ocupan más de diez imponentes volúmenes. Stockhausen recibió numerosos premios y distinciones por sus composiciones, grabaciones y partituras publicadas por su editorial.
Entre sus composiciones más notables se halla la serie de diecinueve Klavierstücke (piezas para piano), Kontra-Punkte para diez instrumentos, su electrónica/música concreta Gesang der Jünglinge, Gruppen para tres orquestas, la obra para percusión solista Zyklus, Kontakte, la cantata Momente, su obra de electrónica en vivo Mikrophonie I, Hymnen, Stimmung para seis vocalistas, Aus den sieben Tagen, Mantra para dos pianos y electrónica, Tierkreis, Inori para solistas y orquesta, y su gigantesco círculo de operas Licht.
Murió de improviso, debido a un ataque cardiaco, el 5 de diciembre de 2007, a los 79 años, en su residencia de Kürten, Alemania.

## Biografía

### Infancia
Karlheinz Stockhausen nació en el castillo de la ciudad de Mödrath, que servía en esa época de maternidad del distrito de Rin-Erft, al oeste del estado de Renania del Norte-Westfalia, estado alemán fronterizo con Bélgica. (La ciudad de Mödrath, localizada cerca de Kerpen y Colonia, fue desplazada en 1956 para explotar una mina a cielo abierto de lignito, pero el castillo sigue existiendo).
Su padre era profesor de escuela y su madre era hija de una próspera familia de granjeros de Neurath, cerca de Colonia. Ella tocaba el piano y cantaba, pero después de quedar embarazada tres veces consecutivas, sufrió una crisis nerviosa y fue internada en un hospital psiquiátrico en diciembre de 1932. Pocos meses más tarde falleció su hermano menor Hermann.
Stockhausen se fue a vivir a Altenberg a los 7 años, donde recibió clases de piano del organista de la Catedral de Altenberg, Franz-Josef Kloth. Su padre, Simon Stockhausen, se volvió a casar en 1938 con otra mujer, Luzia, con la que tuvo dos hijas.

### Tragedia en la II Guerra Mundial
Como muchos, él vivió una tragedia familiar al desencadenarse la II Guerra Mundial cuando solo tenía 11 años.
En 1941 o 1942 se enteró de que su madre había muerto, al parecer de leucemia, como todos los internados en ese hospital, que habrían muerto de esa enfermedad. Se da por hecho que fue una víctima de la política nazi de «eutanasia para los individuos no productivos». Stockhausen representará la ejecución de su madre en el hospital mediante una inyección letal, en el Acto 1 escena 2 («Mondeva») de la ópera Donnerstag aus Licht.
En parte debido a una mala relación con su madrastra, en enero de 1942, Karlheinz ingresó en un internado de Xanten donde continuó aprendiendo piano y también estudió oboe y violín e hizo trabajos en una granja.
En el otoño de 1944, fue alistado para servir como camillero trasladando heridos en Bedburg. En febrero de 1945 se reunió por última vez con su padre en Altenberg, el cual, premonitorio, se despidió de su hijo, antes de ser enviado a luchar al frente este, del que no volvería.

### Juventud y estudios
De 1947 a 1951 estudió piano y pedagogía musical en el Conservatorio Superior de Colonia (la prestigiosa «Hochschule für Musik Köln»). También estudió musicología, filosofía y lengua germánica en la Universidad de Colonia. Completó sus estudios de armonía y contrapunto con el compositor Hermann Schroeder.
En 1950 se interesó por la composición y fue admitido a final del año en la clase del compositor suizo Frank Martin, que empezaba un contrato de 7 años como profesor en Colonia. Simultaneó sus estudios con varios trabajos, de obrero en una fábrica, de guardia en un aparcamiento y de vigilante de viviendas de las tropas de ocupación.
En 1951 se matriculó en los cursos de verano de Darmstadt, centro difusor del serialismo y de corrientes vanguardistas afines, donde tomó contacto con la música de Anton Webern y con la nueva generación de compositores serialistas. Allí conoció al compositor belga Karel Goeyvaerts, que había estudiado análisis musical con Olivier Messiaen y composición con Darius Milhaud en París, y que influyó en la decisión de Stockhausen de realizar esos mismos estudios.
En Darmstadt tomó contacto con los compositores que integraban la vanguardia musical alemana fuera del dodecafonismo —Paul Hindemith, Edgar Varèse...— y dentro del dodecafonismo —Arnold Schönberg, Ernst Krenek...— y también la estética de Theodor W. Adorno y René Leibowitz. Junto con Bruno Maderna, György Ligeti y Luigi Nono, Stockhausen asistió en Darmstadt a ciclos de conciertos que cambiarían su concepción de la música, como el famoso estudio de piano Modo de valores e intensidades de Messiaen, que le decidió a trasladarse a París, donde llegó, el 8 de enero de 1952, para matricularse en el Conservatorio y asistir a las clases de composición de Milhaud y al curso de análisis y estética de Messiaen.
Con Messiaen se familiarizó con la técnica del serialismo, junto con otros compositores importantes y también alumnos de Messiaen, como Iannis Xenakis o Pierre Boulez, que en ese momento trabajaba en las Structures I para dos pianos y con quien entablaría una gran amistad, que inicia una larga correspondencia entre ambos compositores.
Antes, en 1951, Stockhausen se había casado con una compañera de estudios, Doris Andreä, con la que tuvo cuatro hijos, Suja (1953), Christel (1956), Markus (1957) y Majella (1961)
Desde 1953 compuso obras de música electroacústica, como Gesang der Jünglinge [«El canto de los adolescentes»], sirviendo como demostración práctica de la viabilidad de componer usando métodos nunca probados en música clásica, como dispositivos electrónicos o algoritmos matemáticos.
Al regresar a Alemania, en marzo de 1953, inició su colaboración con el Estudio de Música Electrónica de la Radio Oeste de Colonia —llamada NWDR y WDR a partir del 1 de enero de 1955—, con el puesto de asistente del director Herbert Eimert. El Estudio de Música Electrónica de Colonia fue una institución clave para otros compositores de música electroacústica, como John Cage. En 1962 Stockhausen sucedió a Eimert como director del estudio.
También comenzó a divulgar sus teorías en los cursos de Darmstadt, una actividad que mantuvo hasta mediados de la década de 1970.
De 1954 a 1956 Stockhausen estudió fonética, acústica y teoría de la información con Werner Meyer-Eppler en la Universidad de Bonn.
Junto con Eimert editó la influyente revista «Die Reihe» desde 1955 a 1962.

### Madurez
Stockhausen dio conferencias y conciertos en Europa, Norteamérica y Asia. Fue profesor invitado de composición en la Universidad de Pensilvania en 1965, y en la Universidad Davis de California en 1966-67. Fundó y dirigió los Cursos de Nuevas Músicas de Colonia desde 1963 a 1968. En 1971 fue nombrado profesor de composición del Conservatorio Nacional de Música, permaneciendo en el puesto hasta 1977.
En 1961 compró un terreno en la vecindad de Kürten, un pueblo al este de Colonia cerca de Bergisch Gladbach en la Bergisches Land, donde se hizo construir una casa diseñada por el arquitecto Erich Schneider-Wessling, donde fijó su residencia una vez finalizada en 1965.
En 1967 se casó con la pintora y escultora alemana Mary Bauermeister —nacida en 1934 y fundadora hacia 1960 de un movimiento artístico de vanguardia en Colonia que más tarde daría lugar al movimiento Fluxus— y con la que tuvo dos hijos: Julika (1966) y Simon (1967).
En 1998 creó los Cursos Stockhausen, impartidos anualmente en Kürten.

### Controversia sobre sus declaraciones sobre el 11-S
A finales de 2001, Stockhausen fue protagonista de una agria polémica debido a unas declaraciones que hizo en relación con el atentado del 11 de septiembre de 2001 de Nueva York. Varios medios de comunicación publicaron que él había calificado de «obra de arte» el atentado terrorista. Stockhausen se quejó de que algunas palabras suyas habían sido sacadas de contexto y malinterpretadas.
A continuación se incluye una descripción pormenorizada de la polémica:
En una conferencia de prensa en Hamburgo, el 16 de septiembre de 2001, un periodista le preguntó a Stockhausen si los personajes de la obra Licht eran para él «figuras fuera de una historia cultural común» o si poseían «representación material». El compositor replicó: «Rezo diariamente a Miguel, no a Lucifer. He renunciado a él. Pero está demasiado presente, como en Nueva York recientemente». Otro periodista le preguntó sobre como le afectaban los recientes atentados terroristas del 11 de septiembre de 2001, y que visión tenía de esos sucesos en relación con la armonía de la humanidad representada en la obra Hymnen.

Bien, lo ocurrido es, por supuesto —deben entender correctamente esto— la más grande obra de arte jamás hecha. El hecho que los espíritus han realizado con un único acto es algo con lo que en música nunca podremos soñar. Esa gente practicó diez años duramente, fanáticamente para un concierto. Y entonces murieron. Y eso es la más grande obra de arte que existe en todo el cosmos. Ahora imagine que eso ha ocurrido aquí. Hay gente quienes están tan concentrados en esta única actuación, y entonces cinco mil personas son conducidas a la resurrección. En un momento. Yo no puedo realizar eso. Comparado con eso, no somos nada, como compositores [...] Esto es un crimen, por supuesto que lo sabéis, porque la gente no lo había acordado. Ellos no venían a este concierto. Esto es obvio. Y nadie les había dicho: «tú puedes ser asesinado en el proceso».
Karlheinz Stockhausen

En un mensaje posterior, afirmó que la prensa había publicado un «falso y difamatorio reportaje» sobre sus comentarios y aclaró lo que sigue:

En la conferencia de prensa en Hamburgo, se me preguntó si Miguel, Eva y Lucifer eran figuras históricas del pasado y yo contesté que ellos existen ahora, por ejemplo, Lucifer en Nueva York. En mi obra yo he definido a Lucifer como el espíritu cósmico de la rebelión, de la anarquía. Él usa su alto grado de inteligencia para destruir la creación. Él no sabe amar. Después de algunas preguntas sobre los sucesos en América, dije que como plan parece ser la mayor obra de arte de Lucifer. Por supuesto, usé la expresión «obra de arte» para describir el trabajo de destrucción personificado en Lucifer. En el contexto de mis demás comentarios esto era inequívoco.
Mensaje del profesor Karlheinz Stockhausen

Como resultado de la reacción a los comentarios de él, fue cancelado un festival de cuatro días sobre su obra en Hamburgo. Además, su hija pianista anunció a la prensa que no volvería a actuar con el apellido Stockhausen.

### Fallecimiento
De acuerdo con el anuncio efectuado por la Fundación Stockhausen el 7 de diciembre de 2007, falleció en la mañana del 5 de diciembre de 2007, debido a un repentino fallo cardíaco, en la ciudad de Kürten-Kettenberg cercana a Colonia en el estado alemán de Renania del Norte-Westfalia. 
Acababa de terminar dos trabajos encargados para espectáculos en Bolonia y el Festival de Holanda previsto para junio de 2008 en Ámsterdam.

## Obras
Stockhausen compuso 363 obras, todas ellas grabadas y recogidas en 139 CD. Frecuentemente se apartó radicalmente de la tradición de la música clásica influenciado por Messiaen, Edgard Varèse y Anton Webern. También se dejó influir por otras disciplinas artísticas como el cine (Stockhausen 1996b) o pintores como Piet Mondrian (Stockhausen 1996a, 94; Texte 3, 92–93; Toop 1998) y Paul Klee.
Junto a su labor como compositor destacó también su tarea de director de orquesta.

### Década de 1950
Stockhausen empezó a componer durante su tercer año de conservatorio, pero solo ha publicado cuatro de sus primeras composiciones de estudiante: Chöre für Doris, Drei Lieder, para voz de alto y orquesta de cámara, Choral, para coro a capela (las tres de 1950), y una Sonatina para violín y piano (1951).
En agosto de 1951, justo después de su primera visita a Darmstadt, Stockhausen empezó a trabajar con una forma de música atemática compuesta serialmente que rechazaba la técnica de 12 tonos de Schoenberg.
Calificó muchas de esas tempranas composiciones como «música puntual», aunque algún crítico concluye después de analizar en profundidad esas partituras que Stockhausen «nunca compuso puntualmente».
Las composiciones de esta época incluyen obras como Kreuzspiel (1951), el Klavierstücke I–IV (1952) —la cuarta pieza es especialmente citada por Stockhausen como un ejemplo de «música puntual»), y la primera versión (no publicada) de Punkte y Kontra-Punkte (1952).
De lo que no hay duda es que algunas obras de esos años muestran a Stockhausen formulando sus primeras contribuciones, rompedoras y revolucionarias, a la teoría y práctica de la composición, como la «composición grupal», una técnica usada en sus composiciones desde 1952 y durante toda su obra. Este principio fue descrito públicamente por primera vez por el en una locución de radio de diciembre de 1955 titulada «Gruppenkomposition: Klavierstücke I».
En diciembre de 1952 compuso un Konkrete Etüde, en el estudio de música concreta de Pierre Schaeffer en París. En marzo de 1953 se trasladó al estudio de la radio NWDR de Colonia y cambió a la música electrónica con dos Estudios Electrónicos (1953 y 1954).
En la obra Gesang der Jünglinge (1955-56) introdujo, por vez primera, el emplazamiento espacial de fuentes de sonido, con su mezcla de música concreta y música electrónica.
La experiencia ganada con los Estudios le convencieron de que era una simplificación inaceptable tratar los timbres como entidades estables.
Reforzado por sus estudios con Meyer-Eppler, a principios de 1955 Stockhausen formuló nuevos criterios «estadísticos» de composición, enfocando su atención hacia la música aleatoria, tendencia en la que se movía el movimiento sonoro, «el cambio de un estado a otro, con o sin movimiento de retorno, como opuesto al estado estático».
Posteriormente Stockhausen escribió, describiendo ese periodo en su trabajo de composición: «La primera revolución musical que ocurrió desde 1952/53, denominada música concreta, música electrónica con cinta magnetofónica, y música espacial, requería componer con transformadores, generadores, moduladores, magnetófonos, etc, integrar todas las posibilidades sonoras concretas y abstractas (sintéticas) incluyendo todos los ruidos, y lograr la proyección controlada del sonido en el espacio».
Su posición como «compositor alemán líder de su generación» fue conquistada con Gesang der Jünglinge y tres piezas compuestas concurrentemente con diferentes medios: Zeitmasze para cuatro instrumentos de viento de madera, Gruppen para tres orquestas, y Klavierstücke XI. Los principios subyacentes a estas tres composiciones fueron presentados en el artículo teórico más conocido de Stockhausen: «...wie die Zeit vergeht...» [«...Como pasa el tiempo...»], publicado por primera vez en 1957 en el vol. 3 de la revista «Die Reihe».

### Década de 1960
En 1960 Stockhausen volvió a la composición de música vocal (por primera vez desde Gesang der Jünglinge) con Carré para cuatro coros y cuatro orquestas. Dos años después comienza una cantata expandible titulada Momente, para soprano solista, cuatro grupos de coro y trece instrumentistas (1962-64/69).
Fue pionero en la interpretación electrónica en vivo, con obras como Mixtur, para electrónica y orquesta (1964/67/2003), Mikrophonie I, para tam-tam, dos micrófonos y dos filtros con potenciómetros (6 intérpretes) (1964), Mikrophonie II, para coro, órgano Hammond y cuatro moduladores en anillo (1965) y Solo para instrumento melódico con realimentación (1966).
También compuso dos obras electrónicas para cinta, Telemusik (1966) e Hymnen (1966-67), de la que hay también una versión con solistas y la 3.ª de estas cuatro «regiones» en una versión con orquesta.
En esa época, Stockhausen empezó a incorporar música tradicional de todo el mundo en sus composiciones, siendo Telemusik el primer ejemplo conocido de esta tendencia.
Durante la década de 1960, Stockhausen exploró las posibilidades de la «música procesada» en trabajos para espectáculos en vivo, como Prozession (1967), Kurzwellen, y Spiral (ambas de 1968), culminando en las composiciones de música instintiva descritas verbalmente de Aus den Sieben Tagen (1968), Für kommende Zeiten (1968-70), Ylem (1972) y las primeras tres partes de Herbstmusik (1974).
En 1968 Stockhausen compuso el sexteto vocal Stimmung, para el «Collegium Vocale Köln», una obra de una hora basada enteramente en los armónicos de un Si bemol grave. Seis vocalistas se sientan alrededor de una esfera luminosa y durante una hora y cuarto mantienen una misma nota en la que, con un complejo sistema de variaciones, alternan por turnos siglas mágicas y fragmentos poéticos, determinando una lenta, casi imperceptible, mutación de color vocálico y un progresivo desplazamiento del centro tonal del acorde formado por las notas fijas

### 1970 a 1976
A partir de Mantra (1970), Stockhausen experimentó con la composición matemática, una técnica que recurre a la proyección y multiplicación de una melodía simple, doble o triple mediante una fórmula matemática lineal (Kohl 1983; Kohl 1990; Kohl 2004). Esta fórmula es para Stockhausen una semilla o célula-madre que mantiene la cualidad principal de la serie de la duración o de la escala elegida en los valores de tempo. Mantra en el contexto de la música de Stockhausen es herramienta para desencadenar una especie de meditación que permite comprender la naturaleza y técnica de la música, pretendiendo que a la larga se produzca una implantación que pueda lograr una transformación en nuestras vidas. En todo su trabajo, como en Mantra, por más increíble que parezca, hay un intento de preparar a una humanidad para esta transformación (psicológica o espiritual).
Algunas veces, (como en Mantra e Inori), la fórmula es colocada al principio como una introducción. 
Continúa usando esta técnica para completar su ciclo de ópera Licht en 2003.
Otras obras de esta época no están creadas con la técnica de fórmulas matemáticas y comparten un estilo simple orientado a la melodía como:
El dueto vocal «Am Himmel wandre ich» [«En el cielo andando estoy»], uno de los 13 componentes de la obra multimedia Alphabet für Liège, 1972), "Laub und Regen" ("Hojas y lluvia", para la obra de teatro  Herbstmusik (1974), y la ópera coral Atmen gibt das Leben ("Respiración da vida", 1974/77),
Las piezas Tierkreis («Zodiaco», 1974-75) y In Freundschaft («En camaradería», 1977) han sido las composiciones de Stockhausen más ampliamente interpretadas y grabadas.
Esta dramática simplificación de estilo se convirtió en el modelo a seguir por una nueva generación de compositores alemanes, comúnmente conocidos con la etiqueta de «Neue Einfachheit» o «Nueva Simplicidad». El más conocido de estos compositores es Wolfgang Rihm, que estudió con Stockhausen en 1972-73, y cuya composición orquestal Sub-Kontur (1974-75) reutiliza la fórmula de Stockhausen de Inori (1973–74).

### 1977 a 2003
Entre 1977 y 2003 compuso un ciclo de siete óperas llamadas Licht: Die sieben Tage der Woche, «Luz: Los siete días de la semana»]), que trata sobre las costumbres asociadas a cada día de la semana en varias tradiciones históricas —lunes, nacimiento y fertilidad; martes, conflicto y guerra; miércoles, reconciliación y cooperación; jueves, viajes y aprendizaje; etc.— junto a la relación e interacción entre tres caracteres arquetípicos: Lucifer, Miguel y Eva.
La concepción de la ópera de Stockhausen está basada en la ceremonia y en el ritual, con influencias del estilo de teatro japonés Noh (Stockhausen, Conen, y Hennlich 1989, 282), además de las tradiciones judeocristianas y de los Vedas.
Junto a ello, el trato que da a las voces y a los textos algunas veces se aleja del uso tradicional: los personajes son esquematizados para ser representados por instrumentos, bailarines o cantantes, y en algunas partes de Licht (como por ejemplo, Luzifers Traum del Samstag, las "escenas reales" durante Freitag o Welt-Parlament y Michaelion del Mittwoch) usó textos escritos o improvisados en lenguajes simulados o inventados.
Stockhausen tuvo su época dorada en la década de los años 1970, pero posteriormente siguió produciendo obras significativas como Stimmung (1968), en la que seis voces exploran durante setenta minutos las diversas posibilidades de un solo acorde.

### 2003 a 2007
Después de completar Licht, Stockhausen se embarcó en un nuevo ciclo de composiciones basado en las horas del día, titulado Klang [«Sonidos»], del que completó veintiuna piezas antes de su fallecimiento.
Las obras realizadas de este ciclo son Primera hora: Himmelfahrt [«Ascensión»], para órgano o sintetizador, soprano y tenor (2004-05); Segunda hora: Freude [«Felicidad»] para dos arpas (2005); Tercera hora: Natürliche Dauern [«Duraciones naturales»] para piano (2005-06); y Cuarta hora: Himmels-Tür [«Puerta del cielo»] para percusionista y niña pequeña (2005).
La Quinta hora, Harmonien {«Armonías»], es un solo en tres versiones para flauta, clarinete bajo, y trompeta (2006); las versiones de clarinete bajo y flauta fueron estrenadas en Kürten el 11 de julio y 13 de julio de 2007, respectivamente.
La Sexta hora y las siguientes hasta la Duodécima hora son obras de música de cámara basadas en la partitura de la Quinta Hora.
Los estrenos de la Sexta (Schönheit, para flauta, trompeta, y clarinete bajo), Séptima (Balance, para flauta, corno inglés, y clarinete bajo), Novena (Hoffnung, para trío de cuerdas), y Décima (Glanz, para nueve instrumentos, encargado por el Asko Ensemble y el Festival de Holanda) han sido anunciados para 2008.
La Decimotercera hora Cosmic Pulses (una obra electrónica creada mediante la superposición de 24 capas de sonido, cada una con su propio movimiento espacial, usando ocho altavoces situados alrededor de la sala de concierto) fue estrenada en Roma el 7 de mayo de 2007 en el Auditorio Parco della Musica, (Sala Sinopoli). Las Horas 14 a 21 son piezas solistas para voz de bajo, barítono, corno di bassetto, tenor, soprano, saxofón soprano y flauta, respectivamente, con el acompañamiento electrónico de algunas de las capas de sonido de Cosmic Pulses.
A principios de 1990, Stockhausen adquirió las licencias de muchas de las grabaciones de su música que había realizado hasta entonces, y fundó su propia compañía discográfica para permitir que toda su música estuviese permanentemente disponible en compact disc.
También diseñó e imprimió sus partituras musicales, que a menudo incorporan notación no convencional. La partitura de su pieza Refrain, por ejemplo, incluye un estribillo escrito en una cinta sin fin de plástico transparente que se debe rotar para la lectura, y el volumen en Weltparlament (la primera escena de Mittwoch aus Licht) está codificado en color.
Stockhausen fue uno de los pocos grandes compositores del siglo XX que ha escrito gran cantidad de música para trompeta, inspirado por su hijo Markus Stockhausen, trompetista.
Una de las obras más espectaculares y anticonvencionales de Stockhausen es el Helikopter-Streichquartett [«Cuarteto para cuerdas y helicóptero»] (la tercera escena de Mittwoch aus Licht), completada en 1993. En ella, los cuatro miembros de un cuarteto de cuerdas tocan en cuatro helicópteros que vuelan independientemente sobre las cercanías de la sala de conciertos. La música de los intérpretes es mezclada con el sonido de los helicópteros y reproducida mediante altavoces a la audiencia de la sala. Vídeos de la performance son también transmitidos a la sala de conciertos. Los intérpretes están sincronizados con la ayuda de un metrónomo electrónico.
La primera representación de la pieza se realizó en Ámsterdam el 26 de junio de 1995, como parte del «Holland Festival».
Debido a su naturaleza extremadamente inusual, la pieza ha sido interpretada en pocas ocasiones, incluyendo una el 22 de agosto de 2003 como parte del Festival de Salzburgo para inaugurar las instalaciones de Hangar-7, y su estreno en Alemania fue el 17 de junio de 2007 en Braunschweig dentro del Festival Stadt der Wissenschaft 2007. La pieza ha sido grabada por el «Arditti Quartet».

## Legado

### Influencia en la música
Stockhausen y su música han sido controvertidos e influyentes. Los dos tempranos Estudios Electrónicos (especialmente el segundo) tuvieron una poderosa influencia en el posterior desarrollo de la música electrónica en las décadas de 1950 y 1960, particularmente en el trabajo del italiano Franco Evangelisti y de los polacos Andrzej Dobrowolski y Włodzimierz Kotoński.
La influencia de su Kontrapunkte, Zeitmasse y Gruppen puede observarse en el trabajo de muchos compositores, incluyendo algunas obras de Igor Stravinsky, como Threni (1957-58), Movements for Piano and Orchestra (1958-59) y Variaciones: Homenaje a Aldous Huxley (1963-64), cuyos ritmos «probablemente han sido inspiradas, al menos en parte, por ciertos pasajes de Gruppen de Stockhausen».
En todo caso músicos de la generación de Stockhausen pueden considerarle una influencia improbable. En una conversación de 1957 Stravinsky dijo:

Tengo a mi alrededor el espectáculo de compositores quienes, después de que su generación haya tenido su década de influencia y fama, se enclaustran a sí mismos lejos de posteriores desarrollos y de la siguiente generación (al decir esto, me vienen a la mente excepciones, Krenek, por ejemplo). Por supuesto, se requiere un mayor esfuerzo para aprender de los jóvenes, cuyos métodos no son invariablemente buenos. Pero cuando tienes setenta y cinco y tu generación ha sido sobrepasada por algunos jóvenes, la postura correcta es que tú decididas no limitarte a decir "cuán lejos podemos llegar los compositores", e intentes descubrir todas las nuevas cosas que está haciendo la nueva generación.
Stravinsky, citado en Stravinsky y Craft 1959, 133.

Músicos de jazz como Miles Davis, Cecil Taylor, Charles Mingus, Herbie Hancock, Yusef Lateef, y Anthony Braxton citan a Stockhausen como una influencia.
Él también fue influyente en la música pop y rock. Frank Zappa hace un reconocimiento de Stockhausen en la portada de Freak Out!, disco de 1966 con el que debutó con los Mothers of Invention. Rick Wright y Roger Waters de Pink Floyd también  lo reconocen a él como una influencia (Macon 1997, 141; Bayles 1996, 222).
Las bandas psicodélicas de San Francisco Jefferson Airplane y Grateful Dead han afirmado vagamente que seguían el mismo camino de experimentación musical. Stockhausen se merece considerarse fundador de la banda Grateful Dead, algunos de cuyos integrantes estudiaron con Luciano Berio y haberlos «orientado correctamente a través de la nueva música».
Los miembros fundadores de la banda experimental de Colonia Can, Irmin Schmidt y Holger Czukay, han estudiado recientemente con Stockhausen, como también hicieron los músicos alemanes de Kraftwerk. Los experimentadores del sonido de guitarra de New York Sonic Youth también reconocen la influencia de Stockhausen [cita requerida], igual que la vocal Islandesa Björk (Guðmundsdóttir 1996; Ross 2004, 53 & 55), y el grupo británico de música industrial Coil[cita requerida]. Chris Cutler del grupo experimental Británico Henry Cow nombraron la obra Carré de Stockhausen como una de sus cuatro grabaciones favoritas (en Melody Maker [cita requerida], febrero de 1974).

### Amplio reconocimiento cultural
Stockhausen, junto con John Cage, es uno de los pocos compositores de vanguardia que han conseguido llegar a la conciencia popular y mucha más gente conoce su nombre de la que ha escuchado su música.
Paul McCartney decidió incluirlo entre los personajes que aparecen en la portada del álbum Sgt. Pepper's Lonely Hearts Club Band, como menciona Hunter Davies en la biografía autorizada de The Beatles. Esto refleja su influencia en los experimentos de vanguardia de la banda, pero también la fama y notoriedad general que obtuvo a partir de 1967.
El nombre de Stockhausen, y la percepción de su música como extraña e inescuchable, han sido objeto de chistes en dibujos y caricaturas, como se documenta en una página de la web oficial de Stockhausen.
Probablemente la frase más cáustica sobre Stockhausen es la atribuida a sir Thomas Beecham. A la pregunta: «¿Ha oído algo de Stockhausen?», respondió diciendo: «No, pero creo que alguna vez lo he pisado».
Su fama también se refleja en menciones en obras literarias. Por ejemplo, es mencionado en una novela de Philip K. Dick de 1974 Flow My Tears, The Policeman Said, y en la novela de Thomas Pynchon de 1966 The Crying of Lot 49. La novela de Pynchon transcurre en The Scope, un bar con «una estricta política de música electrónica». La protagonista Oedipa Maas pregunta a un habitual del bar por un «frenético coro de gritos y quejidos» que procede de «algún tipo de aparato musical». Él replica: «Esto es de Stockhausen... la primera tendencia popular en entusiasmar de tu sonido de Radio Colonia. Más tarde logramos comprender su ritmo».

### Crítica
Robin Maconie, uno de los compositores y críticos especialistas en Stockhausen, escribió que, «Comparado con el trabajo de sus contemporáneos, la música de Stockhausen tiene una profundidad e integridad racional muy destacada... Sus investigaciones, inicialmente guiadas por Meyer-Eppler, tienen una coherencia mayor que cualquier otro compositor contemporáneo o posterior».
Maconie comparó a Stockhausen con Beethoven: «Si un genio es alguien cuyas ideas resisten todos los intentos de explicación, entonces por definición Stockhausen es lo más cercano a Beethoven que este siglo ha producido. ¿Razón? Su continua producción musical». (Maconie 1988), y «Como dijo Stravinsky, uno nunca piensa en Beethoven como un excepcional compositor porque la calidad de su inventiva transciende la mera competencia profesional. Pasa lo mismo con Stockhausen: la intensidad de su imaginación eleva las impresiones musicales de una elemental y perceptible belleza inescrutable, superando los límites del diseño consciente».
Igor Stravinsky expresó un gran entusiasmo, no falto de crítica, por la música de Stockhausen en los libros sobre sus conversaciones con Robert Craft y durante años organizó audiciones privadas con amigos en su casa donde escuchaban cintas con los últimos trabajos de él. 
En una entrevista publicada en marzo de 1968 dijo:

He estado escuchando toda la semana la música de piano de un compositor actualmente muy estimado por su habilidad para componer una hora e incluso más tiempo, pero encuentro la alternancia de grupos de notas y silencios que le caracteriza más monótono que la más aburrida y cuadriculada música del siglo XVIII.
Stravinsky.

El siguiente octubre, un reportaje en Sovetskaia Muzyka (Anon. 1968) tradujo esta frase —y alguna más del mismo artículo— al ruso, sustituyendo la conjunción «pero» por la frase «Ia imeiu v vidu Karlkheintsa Shtokkhauzena» («Me estoy refiriendo a Karlheinz Stockhausen»). 
Cuando esta traducción fue anotada en la biografía de Stravinsky escrita por Druskin, la interpretación fue ampliada a todas las composiciones de Stockhausen y añade para la buena comprensión, «de hecho, obras que él llama innecesarias, inútiles y poco interesantes», citando de nuevo a partir del mismo artículo de Sovetskaia Muzyka, a pesar de que ha quedado claro que la referencia era a «compositores universitarios» americanos.
A principios de 1995, la BBC Radio 3 envió a Stockhausen grabaciones de los artistas contemporáneos —Aphex Twin, Plastikman, Scanner y Daniel Pemberton— y le preguntó por su opinión acerca de esa música. En agosto de ese año, el periodista de Radio 3, Dick Witts, entrevistó a Stockhausen acerca de esas piezas para un programa emitido en octubre —y posteriormente publicada en el número de noviembre de la publicación británica The Wire— preguntándole qué consejos le daría a esos jóvenes músicos. Stockhausen hizo sugerencias individuales a cada uno de ellos, que fueron entonces invitados a responder. Todos menos Plastikman lo agradecieron.
En una entrevista realizada por una periodista que le cuestionaba «¿Qué es la música?», el maestro Stockhausen le respondió de la siguiente manera: «el sonido emitido por un ama de casa mientras cocina no es música, pero si yo la grabo, eso ya es música».[cita requerida]

## Premios y distinciones
Algunos de los numerosos premios y distinciones otorgadas a Stockhausen son:
- 1964 - Premio de la crítica discográfica alemana;
- 1966 y 1972 - SIMC, premio para obras orquestales (Italia);
- 1968 - Gran Concurso de Arte Musical del Estado de Renania del Norte-Westfalia; Gran Premio del Disco (Francia); Miembro de la Academia Libre de las Artes, Hamburgo;
- 1968, 1969, y 1971 Premio Edison (Países Bajos);
- 1970 - Miembro de la Academia Real Sueca de Música;
- 1973 - Miembro de la Academia de las Artes de Berlín;
- 1974 - Cruz de Servicios Distinguidos, primera clase (Alemania);
- 1977 - Miembro de la Academia Filarmónica de Roma;
- 1979 - Miembro de la Academia Americana e Instituto de Artes y Letras;
- 1980 - Miembro de la Academia Europea de Ciencia, Artes y Letras;
- 1981 - Premio de la crítica musical italiana por Donnerstag aus Licht;
- 1982 - Premio discográfico Alemán German Phonograph Academy;
- 1983 - Diapasón de oro (Francia) por Donnerstag aus Licht;
- 1985 - Comendador de la Orden de las Artes y Letras (Francia);
- 1986 - Premio de Música Ernst von Siemens;
- 1987 - Miembro Honorario de la Royal Academy of Music, Londres;
- 1988 - Ciudadano Honorario de la comunidad de Kuerten.
- 1989 Miembro Honorario de la American Academy of Arts and Sciences;
- 1990 - Prix Ars Electronica, Linz, Austria;
- 1991 - Socio Honorario de la Academia Real Irlandesa de Música; Académico Honorario de la Academia Nacional de Santa Cecilia, Roma; Presidente Honorario de Sound Projects Weimar;
- 1992 - Medalla Picasso de la IMC-UNESCO; Medalla de servicios Distinguidos del estado alemán de North Rhine-Westfalia; Premio de la Sociedad Alemana de Editores de Música por la partitura de Luzifers Tanz (3.ª escena de Saturday from Light);
- 1993 - Presidente del Festival Europeo de Flauta; Diapasón de oro por Klavierstücke I–XI y Mikrophonie I y Mikrophonie II (Francia);
- 1994 - Premio de la Sociedad Alemana de Editores de Música por la partitura de Jahreslauf (Act 1 de Tuesday from Light);
- 1995 - Miembro Honorario de la Sociedad Alemana de Música Electroacústica; Premio Bach de la ciudad de Hamburgo;
- 1996 - Doctor honoris causa (Dr. phil. h. c.) de la Free University of Berlin; Compositor de la Capital Cultural Europea de Copenhague; Premio Edison (Holland) por Mantra; Miembro de la Academia Libre de las Artes de Leipzig; Miembro Honorario de la Ópera de Leipzig ; Premio de Cultura de Colonia;
- 1997 - Premio de la Sociedad Alemana de Editores de Música por la partitura de Weltparlament (primera escena de Wednesday from Light); Miembro Honorario del ensamble musical LIM (Laboratorio de Interpretación Musical), Madrid;
- 1999 - Firma en el libro de oro de la ciudad de Colonia;
- 2000 - Premio de la Sociedad Alemana de Editores de Música por la partitura de Evas Erstgeburt (Acto 1 de Monday from Light);
- 2000–01 - La película In Absentia realizada por los Quay Brothers (Inglaterra) con música electrónica y concreta de Karlheinz Stockhausen gana el Golden Dove (1.º premio) en el Festival International de Películas Animadas en Leipzig. Más premios: Mención especial del jurado en Montreal, FCMM 2000; Premio especial del jurado, Tampere 2000; Mención especial, Golden Prague Awards 2001; Diploma Honorario, Cracow 2001; Mejor Corto Animado, 50.ª Festival International de Cine de Melbourne 2001; Grand Premio, Turku Finland 2001;
- 2001 - Premio de la Sociedad Alemana de Editores de Música por la partitura de Cuarteto para helicóptero y cuerdas (3.ª escena de Wednesday from Light); Polar Music Prize de la Academia Real Sueca de las Artes;
- 2002 - Presidente Honorífico de la Sonic Arts Network, England;
- 2003 - Premio de la Sociedad Alemana de Editores de Música por la partitura de Michaelion (4.ª escena de Wednesday from Light);
- 2004 - Miembro Asociado de la Academia Real de las Ciencias, las Letras y las Bellass Artes (Bélgica); doctor honoris causa (Dr. phil. h. c.) de la Universidad de la Reina en Belfast; Premio de la Sociedad Alemana de Editores de Música por la partitura de Stop and Start para 6 grupos instrumentales;
- 2005 - Premio de la Sociedad Alemana de Editores de Música por la partitura de Hoch-Zeiten para coro (5.ª escena de Sunday from Light).

## Alumnos destacados
| - Maryanne Amacher - Manuel de Elías - Gilbert Amy - Junsang Bahk - Clarence Barlow - Mary Bauermeister - Michael von Biel - Konrad Boehmer - Jean-Yves Bosseur - Karl Gottfried Brunotte - Boudewijn Buckinx - Cornelius Cardew - Stephen Chatman - Tom Constanten - Holger Czukay | - Hugh Davies - Michel Decoust - Jean-Claude Éloy - Péter Eötvös - Johannes G. Fritsch - Renaud Gagneux - Rolf Gehlhaar - Jacob Gilboa - Gérard Grisey - Jon Hassell - York Höller - Eleanor Hovda - Nicolaus A. Huber - Alden Jenks | - David C. Johnson - Will Johnson - Jonathan Kramer - Helmut Lachenmann - André Laporte - Vincent McDermott - Jennifer Helen McLeod - Robin Maconie - Mesías Maiguashca - Pierre Mariétan - Tomás Marco - Gérard Masson - Paul Méfano - Costin Miereanu | - Dary John Mizelle - Emmanuel Nunes - Gonzalo de Olavide - Jorge Peixinho - Zoltán Pongrácz - Wolfgang Rihm - Ingo Schmitt - Irmin Schmidt - Holger Schüring - Kurt Schwertsik - Gerald Shapiro - Roger Smalley - Avo Sõmer - Tim Souster | - Ludger Stühlmeyer - Atli Heimir Sveinsson - Zsigmond Szathmáry - Ivan Tcherepnin - Serge Tcherepnin - Gilles Tremblay - Stephen Truelove - Claude Vivier - Kevin Volans - Thomas Wells - La Monte Young - Hans Zender - Antonio Pérez Abellán |

## Catálogo de obras
| Año          | n.º             | Obra | Tipo de obra                        | Duración |
| ------------ | --------------- | --- | ----------------------------------- | -------- |
| 1950         | N.º 1/09        | Choral, para coro a capela. | Música coral (capella)              | 04:05    |
| 1950         | N.º 1/10        | Drei Lieder [canciones], para voz de alto y orquesta de cámara. | Música vocal (orquestal)            | 19:26    |
| 1950         | N.º 1/11        | Chöre für Doris, para coro a capela. | Música coral (capella)              | 09:21    |
| 1951         | N.º 1/06        | Formel, para orquesta [28 instrumentistas]. | Música orquestal                    | 12:57    |
| 1951         | N.º 1/07        | Kreuzspiel, para 6 instrumentos. | Música instrumental (conjunto)      | 11:29    |
| 1951         | N.º 1/08        | Sonatine, para violín y piano. | Música instrumental (dúo)           | 10:32    |
| 1952         | N.º 1/02        | Punkte, para gran orquesta (con correcciones hasta 1993). | Música orquestal                    | 27:00    |
| 1952         | N.º 1/03        | Schlagtrio (Percussive Trio), para piano y 2 x 3 timpani. | Música instrumental                 | 15:15    |
| 1952         | N.º 1/04        | Spiel, para orquesta. | Música orquestal                    | 16:01    |
| 1952         | N.º 1/05        | Etude (musique concrète). | Música electroacústica              | 03:15    |
| 1952         | -               | Estudio para orquesta. | Música orquestal                    | -        |
| 1952/53      | N.º 001         | Kontra-Punkte [Contrapuntos], para diez instrumentos (revisado en. 1962). | Música instrumental (conjunto)      | 14:13    |
| 1953         | -               | Schlaqquartett, percusión. | Música instrumental (percusión)     | -        |
| 1953         | N.º 002         | Klavierstücke I-IV, piano. | Música solista (piano)              | 08:00    |
| 1954         | N.º 003         | Estudios I y II, electrónica. | Música electrónica                  | 13:00    |
| 1954/55      | N.º 004         | Klavierstücke V-X, piano (la IX y X fueron acabadas en 1961). | Música solista (piano)              | 73:00    |
| 1955/56      | N.º 005         | Zeitmasse (Time-measures) para quinteto de maderas. | Música instrumental (conjunto)      | 14:47    |
| 1956         | N.º 007         | KIavierstück XI, para piano. | Música solista (piano)              | 14:00    |
| 1979/83      | N.º 49¾         | Klavierstück XII, para piano (una versión para piano del Acto 1, escena 3 de «MIÉRCOLES de LUZ») | Música solista (piano)              | -        |
| 1956         | N.º 008         | Gesäng der Jünglinge [El canto de los adolescentes], para electrónica. | Música electrónica                  | 13:14    |
| 1957         | N.º 006         | Gruppen, para 3 orquestas. | Música orquestal                    | 24:25    |
| 1958         | N.º 011         | Refrain, para 3 instrumentistas (piano, vibráfono y celesta o sintetizador) (hay una versión del 2000, llamada «3x Refrain»). | Música instrumental (conjunto)      | 12:00    |
| 1959         | N.º 009         | Zyklus, para percusión solo. | Música solista (percusión)          | 15:00    |
| 1959/60      | N.º 010         | Carré, para 4 orquestas y 4 coros. | Música orquestal                    | 36:00    |
| 1960         | N.º 012         | Kontakte, para electrónica (hay otra versión para piano, percusión y electrónica). | Música electrónica                  | 35:30    |
| 1961         | N.º 012.2/3     | Originale (Música teatral con «Kontakte»). | Música teatral                      | 90:00    |
| 1962-64      | N.º 013         | Momente, para soprano, cuatro grupos corales y trece instrumentistas (rev. 1965 y 1972). | Música vocal                        | 113:00   |
| 1963         | N.º 014         | Plus-Minus, conjunto indeterminado. | Música instrumental (conjunto)      |          |
| 1964         | N.º 015         | Mikrophonie I, para 6 instrumentistas, percusión y electrónica. | Música electrónica                  | 28:00    |
| 1964         | N.º 016         | Mixtur, para orquesta y electrónica (hay versión para pequeña orquesta) (en el 2003, hay revisión). | Música electrónica                  | 27:00    |
| 1965         | N.º 018         | Stop, para orquesta indeterminada (hay una Stop, Paris versión de 1969 y otra, del 2001, llamada Stop und Start). | Música orquestal                    | 20:00    |
| 1965/66      | N.º 019         | Solo, melody instrument con feedback. | Música electrónica                  | 10:00    |
| 1966         | N.º 017         | Mikrophonien II, conjunto y electrónica. | Música electrónica                  | 15:00    |
| 1966         | N.º 020         | Telemúsik, electrónica. | Música electrónica                  | 17:30    |
| 1967         | N.º 021         | Adieu, quinteto de voces. | Música instrumental (conjunto)      | 16:13    |
| 1967         | N.º 022         | Hymnen, música electrónica y concreta (hay dos versiones más, Anthems y Dritte Region, de 1969). | Música electrónica                  | 114:00   |
| 1967         | N.º 023         | Prozession, conjunto y electrónica. | Música electrónica                  | 37:00    |
| 1967/68      | N.º 026         | Aus den sieben Tagen [De los siete días], 15 textos para música intuitiva (interpretables individualmente) | -                                   | 420:00   |
| 1968         | N.º 024         | Stimmung [Afinación], para seis vocalistas con micrófonos (hay Paris version). | Música electrónica                  | 70:00    |
| 1968         | -               | Musik für ein Haus (Música por una casa) | -                                   | -        |
| 1968         | N.º 025         | Kurzwellen (Ondas cortas), electrónica. | Música electrónica                  | 55:00    |
| 1968/69      | N.º 028         | Dr. K-sextett, para flauta, violonchelo, tubular bells y vibráfono, clarinete bajo, viola y piano. | Música instrumental (conjunto)      | 02:32    |
| 1968/70      | N.º 033         | Für kommende Zeiten (Por los días venideros), 17 textos para música intuitiva (interpretables individualmente). | Música teatral                      | 22:47    |
| 1969         | N.º 027         | Spiral, para 1 instrumento y electrónica. | Música electrónica                  | 75:00    |
| 1969         | N.º 029         | Fresco, para 4 conjuntos. | Música instrumental (conjunto)      | 300:00   |
| 1969/70      | N.º 030         | Pole, 2 instrumental y electrónica. | Música electrónica                  | 65:00    |
| 1970         | N.º 031         | Expo, 3 instrumentos y electrónica. | Música electrónica                  | 70:00    |
| 1970         | N.º 032         | Mantra, para 2 pianos y electrónica. | Música electrónica                  | 65:00    |
| 1971         | N.º 034         | Sternklang (Sonido de las estrellas), 5 conjuntos (21 cantantes e instrumentistas). | Música instrumental (conjunto)      | 150:00   |
| 1971         | N.º 035         | Trans, orquesta y electrónica. | Música electrónica                  | 27:00    |
| 1972         | N.º 036         | Alphabet für Liége, 13 escenas musicales para solistas y dúos. | Música instrumental (conjunto)      | -        |
| 1972         | N.º 036.1/2     | Am Himmel Wandre Ich, American Indian songs (En el cielo estoy caminando) para 2 voces. | Música vocal                        | 51:30    |
| 1973         | N.º 037         | Ylem, para diecinueve músicos. | Música instrumental (conjunto)      | 6:00     |
| 1973/74      | N.º 038         | Inori, Adoraciones para uno o dos solistas y gran orquesta (hay varias versiones, una con bailarines). | Música orquestal                    | 70:00    |
| 1974         | N.º 038.1/2     | Vortrag über Hu [Lecture sobre Hu] para un cantante (Análisis musical de «Inori»). | Música vocal                        | 83:00    |
| 1974         | N.º 040         | Herbstmusik, (Música de otoño) Música teatral para 4 instrumentistas. | Música instrumental (conjunto)      | 50:00    |
| 1974         | N.º 040.1/2     | Laub Und Regen (Hojas y lluvia), dueto final de Música de otoño, para clarinete y viola. | Música instrumental (dúo)           | 11:00    |
| -            | N.º 041.1/2     | Tierkreis, 12 melodies for the Zodiac, para conjunto (hay varias versiones, incluida una de 2003). | Música instrumental (conjunto)      | 26:00    |
| 1974/77      | N.º 039         | Atmen gibt das Leben (Respirar confiere la vida), coro de ópera con orquesta. | Música coral (orquesta)             | 53:00    |
| 1975         | N.º 042.1/2     | Der Kleine Harlekin (El pequeño arlequín), para clarinete. | Música solista (clarinete)          | 09:00    |
| 1975         | N.º 041         | Musik Im Bauch (Music In The Belly), para 6 percusionistas y music boxes. | Música instrumental (conjunto)      | 38:00    |
| 1975         | N.º 042         | Harlekin, para clarinete. | Música solista (clarinete)          | 45:00    |
| 1976         | N.º 044         | Amour, 5 piezas para clarinete (hay versión para flauta, para violonchelo (Vier Sterne (Four Stars)) y para saxofón) . | Música solista (clarinete)          | 26:00    |
| 1977         | N.º 047.1/2     | Der Jahreslauf, bailarines y orquesta. | Música orquestal                    | 00:46    |
| 1977         | N.º 043.1/2     | Libra, para clarinete bajo y música electrónica. | Música solista con electrónica      | 33:00    |
| 1977         | N.º 043.3/4     | Capricorn, para bajo y música electrónica. | Música solista con electrónica      | 27:00    |
| 1977         | N.º 043         | Sirius, para conjunto y electrónica (hay una versión para cada estación del año). | Música electrónica                  | 96:00    |
| 1977         | N.º 045         | Jubiläum, para orquesta. | Música orquestal                    | 16:00    |
| 1977         | N.º 046         | In Freundschaft, para conjunto (hay ediciones para solistas). | Música instrumental (conjunto)      | 15:00    |
| 1977/80      | N.º 043.1/2     | Aries, para trompeta y música electrónica. | Música solista con electrónica      | 15:00    |
| 1977/87 a 91 | N.º 047/60 - 61 | DIENSTAG aus LICHT [MARTES de LUZ], ópera en una bienvenida y dos actos con despedida, para 17 intérpretes musicales, actores, mimos, coro, orquesta moderna y tapes.                                                                       | Música de ópera                     | 156:00   |
| 1977/91      | N.º 047         | Jahreslauf (Acto 1 de «MARTES de LUZ») (Course Of The Years), para bailarines y orquesta. | Música orquestal                    | 61:00    |
| 1977/2003    | -               | Licht, die sieben Tage der Woche, para voces solistas, instrumentos solistas, bailarines solistas, coros, orquestas, ballet y mimos, y música electrónica y concreta.                                                                       | Música de ópera                     | -        |
| 1978         | N.º 048         | Michaels Reise um die Erde, trompeta y orquesta (de «MARTES de LUZ»). | Música orquestal (concertante)      | 50:00    |
| 1978         | N.º 049         | Michaels Jugend, voces, conjunto y electrónica (de «MARTES de LUZ»). | Música electrónica                  | 64:00    |
| 1978         | sin N.º         | Kadenzen [Cadencias], para el «Concierto de clarinete» de Mozart | -                                   | -        |
| 1978/80      | N.º 048-050     | 'DONNERSTAG aus LICHT' [JUEVES de LUZ], ópera en tres actos, una bienvenida y despedida de 14 intérpretes musicales. | Música de ópera                     | 240:00   |
| 1980         | N.º 050         | Michaels Heimkehr (Michael's Home-coming), solistas, bailarines, coro y orquesta. | Música coral (orquesta)             | 78:00    |
| 1981         | N.º 051         | Klavierstuck XIII. Luzifers Traum oder Klavierstück XIII (primera escena de «SÁBADO de LUZ»), para bajo y piano. | Música vocal (piano)                | 36:00    |
| 1981         | N.º 051.2/3     | Traum-Formel, para corno di bassetto. | Música solista                      | 09:00    |
| 1981/83      | N.º 051-054     | SAMSTAG aus LICHT (SÁBADO de LUZ), ópera en una bienvenida y cuatro escenas para 13 intérpretes musicales (1 voz solista, 10 solistas instrumentales, 2 bailarines), banda sinfónica, ballet o mimos, coro de hombres con órgano.           | Música de ópera                     | 185:00   |
| 1982         | N.º 054         | Luzifers Abschied [Despedida de Lucifer] para coro de hombres, órgano, 7 trombones (live o tape) (director) (de «SÁBADO de LUZ»). | Música coral (instrumentos)         | 58:00    |
| 1982/83      | N.º 052         | Kathinkas Gesang Als Luzifers Requiem (1 transmitter, 2 x 2 loudsp., mixing console / sound proj.) | -                                   | 33:00    |
| 1983         | N.º 053         | Luzifers Tanz (Lucifer's Dance) (3.ª escena de «SÁBADO de LUZ»), para bajo, trompeta piccolo, flauta piccolo, orquesta sinfónica (y stilt-dancers, bailarines, ballet o mimos para representaciones escénicas)                              | -                                   | 50:00    |
| 1983/85      | sin N.º         | Kadenzen [Cadencias], para el «Concierto de trompeta» de Haydn | -                                   | -        |
| 1984         | sin N.º         | Kadenzen [Cadencias], para el «Concierto de trompeta» de Leopold Mozart | -                                   | -        |
| 1984/85      | sin N.º         | Kadenzen [Cadencias], para los «Concierto de flauta» en Sol y Re, de Mozart | -                                   | -        |
| 1984/86      |                 | Klavierstück XIV, para piano (a piano solo versión of a sub-scene from Acto 2 of Montag aus Licht, in its solo piano versión dedicated to Pierre Boulez on his 60th birthday). | Música solista (piano)              | -        |
| 1984/86      | N.º 058         | Evas Zauber (Eve's Magic) (Acto 3 de «LUNES de LUZ») | -                                   | 67:00    |
| 1984/87      | N.º 057         | Evas Zweitgeburt (Eve's Second Birth-giving) (Acto 2.º de «LUNES de LUZ») | -                                   | 66:00    |
| 1984/88      | N.º 055-059     | MONDAY from LIGHT [LUNES de LUZ], ópera en tres actos, una bienvenida y una despedida para 21 intérpretes musicales, coro (tape o en vivo), 21 actrices, coro de niños, coro de niñas, orquesta moderna, director y proyector de sonido.    | Música de ópera                     | 278:00   |
| 1986/88      | N.º 055         | Montags-Gruss (Eva-Gruss), para múltiples corno di bassetto e instrumentos de teclado eléctrico (performance con corno di bassetto live and tape, or tape only).                                                                            | Música instrumental                 | 34:00    |
| 1986/88      | N.º 059         | Montags-abschied (Eva-abschied), para piccolo flauta, multiple soprano voice e instrumentos de teclado eléctrico. | Música vocal (instrumentos)         | 28:00    |
| 1987         | N.º 056         | Evas Erstgeburt (Eve's First Birth-giving), (Acto 1.º de «LUNES de LUZ») | -                                   | 93:00    |
| 1987/88      | N.º 060         | Dienstags-gruss (Tuesday bienvenida), para soprano, 9 trompetas, 9 trombones, 2 instrumentistas con sintetizador, coro y director y codirector.                                                                                             | Música coral (instrumentos)         | 21:00    |
| 1990/91      | N.º 061.1/2     | Piet , para flugelhorn, soprano y música electrónica. | Música vocal con electrónica        | 27:45    |
| 1990/91      | N.º 061         | Invasion - Explosion Mit Abschied (Acto 2 de «MARTES de LUZ») | -                                   | 74:00    |
| 1991         | N.º 061.2/3     | Dienstags-abschied [Despedida del martes], para coro (director), un intérprete de instrumentos de teclado electrónico y música electrónica.                                                                                                 | Música coral con electrónica        | 23:00    |
| 1991/94      | N.º 062         | Freitags-gruss And Freitags-abschied, música electrónica de «VIERNES de LUZ». | Música electrónica                  | 146:00   |
| 1991/94      | N.º 062-064     | FREITAG aus LICHT [VIERNES de LUZ], ópera en una bienvenida, dos actos y una despedida. | Música de ópera                     | 04:50    |
| 1991/94      | N.º 064         | Freitag-versuchung (Friday Temptation), para 5 musical performers. | Música instrumental                 | 85:00    |
| 1992/93      | N.º 069         | Helikopter-streichquartett (3.ª escena de «MIÉRCOLES de LUZ»), para cuarteto de cuerdas y 4 helicópteros. | Música instrumental (cuarteto)      | 31:00    |
| 1992/94      | N.º 062+063     | Elektronische Musik Mit Tonszenen Vom Freitag Aus Licht (música electrónica con Sound Scenes de «Friday» From Light. | Música electrónica                  | 125:00   |
| 1992/99      | N.º 063         | Paare Vom Freitag (Couples Of Friday), para soprano, bajo e instrumentos electrónicos. | Música vocal con electrónica        | 65:00    |
| 1992/99      | N.º 063.2/3     | Two Couples, música electrónica y concreta. | Música electrónica                  | 21:00    |
| 1992/2002    | N.º 072         | Europa-gruss (Europe bienvenida), para instrumentos de viento (y sintetizador ad libitum). | Música instrumental                 | 12:30    |
| 1995         | N.º 067         | Licht-ruf (Call From Light), para trompeta, corno di bassetto, trombón o algunos otros] u otros instrumentos. | Música instrumental                 | 110:00   |
| 1995         | N.º 063.1/2     | Klavierstück XVI, para tape, stringed piano, teclados electrónicos ad lib., proyector de sonido. | Música electrónica                  | 07:00    |
| 1995         | N.º 066         | Welt-parlament (World Parliament), (primera escena de «MIÉRCOLES de LUZ»), para coro a cappella (con singing conductor). | Música coral (capella)              | 40:00    |
| 1995         | N.º 073         | Truompetent, para 4 trompetistas. | Música instrumental                 | 16:00    |
| 1995/96      | N.º 068         | Orchester-finalisten (Orchestra Finalists), (2.ª escena de «MIÉRCOLES de LUZ») para orquesta (26 o 13 instrumentistas) / música electrónica y concreta / proyector de sonido.                                                               | Música orquestal con electrónica    | 90:00    |
| 1995/97      | N.º 065-071     | MITTWOCH aus LICHT [MIÉRCOLES de LUZ], ópera en una bienvenida, cuatro escenas y una despedida. | Música de ópera                     | 247:00   |
| 1996         | N.º 071         | Mittwochs-abschied [Despedida del miércoles], música electrónica y concreta. | Música electrónica                  | 44:00    |
| 1997         | N.º 070         | Michaelion, (4.ª escena de «MIÉRCOLES de LUZ») Presidency - Lucicamel - Operator, para coro / bass with short-wave receiver / flauta, corno di bassetto, trompeta, trombón / a sintetizador player, tape / 2 dancers / proyector de sonido. | Música escénica                     | 53:00    |
| 1997         | N.º 070.1/2     | Rotary Woodwind Quintet. | Música instrumental                 | 08:00    |
| 1997         | N.º 074         | Litanei 97, para coro y director. | Música coral                        | 23:00    |
| 1998         | N.º 065         | Mittwochs-gruss (Bienvenida del Miércoles), música electrónica. | Música electrónica                  | 54:00    |
| 1998/99      | N.º 075         | Lichter - Wasser (Sonntags-gruss), (primera escena de «DOMINGO de LUZ»), para soprano, tenor y orquesta con sintetizador (director) | Música vocal (orquestal)            | 51:00    |
| 1998/2003    | N.º 075-080     | SUNDAY from LIGHT, ópera en seis escenas y una despedida para 10 solistas vocales, voces de niños, four instrumental soloists, dos coros, dos orquestas, música electrónica, proyector de sonido.                                           | Música de ópera                     | 278:00   |
| 2000         | N.º 011.1/2     | 3x Refrain 2000, para piano con 3 wood blocks, sampler celesta con 3 antique cymbals, vibráfono con 3 cowbells y glockenspiel y proyector de sonido.                                                                                        | Música instrumental                 | 61:00    |
| 2000         | N.º 076         | Engel-prozessionen (Angel Processions) (2.ª escena de «DOMINGO de LUZ») para coro a cappella (director). | Música coral (capella)              | 40:00    |
| 2001         | N.º 018.2/3     | Stop Und Start, para 6 grupos instrumentales. | Música instrumental (conjunto)      | 21:00    |
| 2001/02      | N.º 079         | Hoch-zeiten (High-times), (5.ª escena de «DOMINGO de LUZ»), para choir y orquesta (2 directores). | Música coral (orquesta)             | 70:00    |
| 2001/03      | N.º 080         | Sunday Farewell («DOMINGO de LUZ») música electrónica (5 Sintetizadores). | Música electrónica                  | 35:00    |
| 2002         | N.º 078         | Düfte-Zeichen (Scents-Signs) (4.ª escena de «DOMINGO de LUZ») para 7 vocalistas, voces de niños y sintetizador. | Música vocal (electrónica)          | 57:00    |
| 2002         | N.º 077         | Licht-bilder (Light-pictures) (3.ª escena de «DOMINGO de LUZ»), para corno di bassetto, flauta con modulador de anillo, tenor, trompeta con modulador de anillo, sintetizador y proyector de sonido.                                        | -                                   | -        |
| 2002         | N.º 078.1/2     | Version of Düfte-Zeichen (Scents - Signs), para alto flauta y corno di bassetto con sintetizador (2 transmitters, 2 x 2 loudsp., mixing console / sound proj.) | Música instrumental con electrónica | 50:00    |
| 2002         | N.º 080.1/2     | Strahlen (Rays), para a percussionist y 10-track tape | Música solista con electrónica      | 35:00    |
| 2004         | N.º 071.1/2     | Klavierstück XVIII | -                                   | -        |

### En español
- Breve biografía y audición de “Fragmento” de Gruppen en El poder de la palabra
- Álvarez-Fernández, Miguel (2004) Voz y música electroacústica: una propuesta metodológica, Oviedo, Universidad de Oviedo. Incluye análisis de Gesang der Jünglinge (1955-56) y de Hymnen (1966-67).

## = En inglés o alemán
- Wikimedia Commons alberga una categoría multimedia sobre Karlheinz Stockhausen.

- Wikiquote alberga frases célebres de o sobre Karlheinz Stockhausen.

- Sitio oficial de Karlheinz Stockhausen
- Aspekte des Seriellen bei Karlheinz Stockhausen by Karlheinz Essl (1989) (en alemán).
- (pdf) Lista completa de obras de Stockhausen (pdf)
- Comprehensive Stockhausen Discography
- Stockhausen en la Expo 70 de Osaka
- Obituario en The Guardian por Ivan Hewett
- Obituario en el Kölner Stadt-Anzeiger por Rainer Nonnenmann (en alemán).

### Para escuchar
- Sitio web de Stockhausen con video y audio Contiene varias piezas en mp3.
- Esta obra contiene una traducción  derivada de «Karlheinz Stockhausen» de Wikipedia en inglés, publicada por sus editores bajo la Licencia de documentación libre de GNU y la Licencia Creative Commons Atribución-CompartirIgual 4.0 Internacional.

- Datos: Q154556
- Multimedia: Karlheinz Stockhausen / Q154556